# Minecraft: Dungeons
Minecraft: Dungeons is een computerspel ontwikkeld door Mojang Studios en Double Eleven en uitgegeven door Xbox Game Studios voor de PlayStation 4, Xbox One, Windows en Switch. Het dungeon crawlerspel is uitgekomen op 26 mei 2020.

## Plot
Het verhaal speelt zich af in dezelfde fictieve wereld als Minecraft, dat bestaat uit driedimensionale vierkante blokken. De speler maakt kennis met Archie, die werd afgewezen door iedereen die hem ontmoette. Op een dag komt Archie de "Orb of Dominance" tegen, een krachtig voorwerp dat hem grote krachten geeft. Hij raakt corrupt en zoekt wraak op iedereen die hem iets heeft aangedaan. Archie creëert een kwaadaardig leger en dwingt alle dorpelingen om als slaaf voor hem te werken. De speler moet alle opdrachten zien te voltooien om uiteindelijk de confrontatie met Archie in zijn kasteel aan te gaan.
Wanneer de speler Archie en de "Orb of Dominance" weet te verslaan, raken de stukken van de Orb verspreid over de wereld. De scherven maken hun omgeving corrupt. In de zes uitbreidingen gaat de speler op zoek naar deze stukken om ze te vernietigen.

## Spel
In tegenstelling tot Minecraft bezit Dungeons geen open wereld, en kan er niet worden gemijnd of gebouwd. Het spel bezit elementen van hack and slash, vermengd met een dungeon crawler-stijl. De speler verkent een willekeurig opgebouwde wereld (volgens procedurele generatie) die is gevuld met monsters, valkuilen, puzzels en schatkisten. Men kan tevens elk wapen of schild gebruiken dat voorhanden is.
Het basisspel bevat achttien levels, waaronder één inleidend level en zes geheime, optionele levels. Daarnaast verschijnen er elke dag Daily Trials, varianten op standaardlevels waarin extra modificaties worden toegepast.
Het spel kan nog uitgebreid worden door de aankoop van uitbreidingen (DLC's). Vier van de zes uitbreidingen bevatten drie levels waarvan één geheim level. De Flames of the Nether DLC bevat zes levels waarvan drie geheime levels en, in tegenstelling tot de andere uitbreidingen, geen eindbaas. De Echoing Void DLC bevat drie levels zonder geheime gebieden en wijzigt daarnaast zes levels uit het basisspel.
Spelers kunnen ervoor kiezen om deel te nemen aan een Ancient Hunt. Voordat de jacht begint moet men enkele voorwerpen offeren. Afhankelijk van de gekozen voorwerpen wordt een driedelig level gegenereerd. Elk deel van het level vindt plaats op een andere locatie vanuit het basisspel of een van de vier eerste DLC's. Het doel van een Ancient Hunt is het vinden van een eeuwenoud wezen. Deze wezens zijn sterker dan de gewone en geven de spelers voorwerpen met een extra betovering nadat ze zijn verslagen.
In het kamp kan men ook een toren betreden. De toren bestaat uit dertig verdiepingen. Het doel is om alle wezens in de toren te verslaan. Er zijn drie eindbazen en drie handelaars in de toren. Wanneer spelers de top bereiken, krijgen deze de keuze uit drie voorwerpen als beloning. De indeling van de toren verandert elke week.
Minecraft: Dungeons bevat drie beloningssystemen genaamd Seasonal Adventures, vergelijkbaar met een Battle Pass. Spelers moeten opdrachten volbrengen of voortgang boeken in de toren om beloningen te ontgrendelen. Deze beloningssystemen blijven permanent beschikbaar. Spelers kunnen slechts in één pad tegelijk voortgang maken. Er is per Seasonal Adventure een gratis en een betaald pad. Deze paden bevatten smaragden, goud en cosmetische voorwerpen.

## Ontvangst
| Recensiescore       | Recensiescore                |
| Recensieverzamelaar | Score                        |
| ------------------- | ---------------------------- |
| Metacritic          | 71% (PC) 71% (NS) 73% (XONE) |
| Publicist           | Score                        |
| Destructoid         | 8                            |
| Game Informer       | 7                            |
| GameSpot            | 7                            |
| GamesRadar+         | 3,5/5                        |
| IGN                 | 7                            |

Minecraft: Dungeons ontving gemengde recensies. Men prees het grafische gedeelte, de muziek en de vermakelijkheid. Kritiek was er op de eenvoud van het spel en het systeem waarmee willekeurig buit wordt gegenereerd. Er was ook kritiek op de korte verhaalmodus dat weinig diepgang toont.
Op aggregatiewebsite Metacritic heeft het spel voor een gemiddelde verzamelde score van 71,6%.